# Балота (Вилча)
Балота (рум. Balota) — село у повіті Вилча в Румунії. Входить до складу комуни Раковіца.
Село розташоване на відстані 179 км на північний захід від Бухареста, 36 км на північ від Римніку-Вилчі, 128 км на північ від Крайови, 105 км на захід від Брашова.

## Населення
За даними перепису населення 2002 року у селі проживала 471 особа. Усі жителі села рідною мовою назвали румунську.
Національний склад населення села:
| Національність | Кількість осіб | Відсоток |
| -------------- | -------------- | -------- |
| румуни         | 415            | 88,1%    |
| цигани         | 56             | 11,9%    |